# Giovanni Veneroni
Giovanni Veneroni (Verdun, 1642 – Parigi, 27 giugno 1708) è stato un linguista, grammatico e lessicografo francese. 
Forse nato a Verdun nel 1642, italianizzò il suo cognome. A Parigi acquisì fama come maestro di lingua italiana, per poi diventare segretario del Re.
Le sue opere più importanti sono Dictionnaire italien et françois (1681), e Grammaire italienne (1710).

## Dizionario imperiale
- Dizionario imperiale, Francoforte, J. D. Zunner, 1700

ristampa anastatica di questa prima edizione quadrilingua, premessa di Marco Baggiolini e prefazione di Carlo Ossola, Sala Bolognese, Arnaldo Forni Editore, 2011, tomo I: italiano; tomo II: francese-tedesco-latino), 2042 p.